# Aliud est celare, aliud tacere
Aliud est celare, aliud tacere è una locuzione latina che significa «una cosa è nascondere, altra cosa è tacere».
Si tratta di una parte di un brano di Cicerone nel "De officiis" (libro III, §52), nel quale è attribuita a Diogene di Babilonia che dialoga con il suo discepolo Antipatro di Tarso a proposito della corretta condotta del commerciante. 
Nella trattazione di Cicerone, Antipatro sostiene che il commerciante debba rivelare tutto al suo cliente, il quale non deve ignorare nulla di ciò che il venditore sa. Secondo Diogene invece il commerciante deve rivelare tutto quanto previsto dal diritto civile, ma per il resto deve agire senza disonestà e vendere al meglio. Antipatro allora richiama Diogene ai principi dell'utilità comune, al principio cioè che l'utile comune sia il suo e che il suo sia l'utile comune, e gli domanda se nasconderebbe agli uomini ciò che potrebbe essere di loro utile e ricchezza. 
Cicerone dunque ipotizza che Diogene risponderebbe forse che una cosa è nascondere, altra cosa è tacere, e che non starebbe nascondendogli la natura degli dei, un utile più cospicuo della notizia del prezzo del grano, se gliela tacesse. Ma non tutto ciò che sarebbe utile che Antipatro sapesse è ugualmente necessario che Diogene gli dica.
La locuzione è usata in àmbiti di diritto commerciale a proposito delle obbligazioni dell'alienante, in merito alla corretta rappresentazione del bene o servizio venduto, al fine di verificare se alla corretta identificazione e descrizione di quanto oggetto del contratto di vendita, l'alienante abbia o meno adempiuto in modo corretto. Il "tacere" della locuzione pertiene infatti a quanto la legge non richiede di dire, mentre il "nascondere" indica ciò che il venditore era tenuto a comunicare all'altra parte ed ha sottaciuto. Le tematiche interessate, in genere riguardanti ex post negozi giuridici contestati, vanno pertanto dall'analisi delle formazione della volontà negoziale (con riferimento alla certezza dell'oggetto), ai vizi della cosa venduta, alla pubblicità ingannevole o ad altri argomenti correlati alla condotta del venditore.